# مجلة الفيزياء أ
مجلة الفيزياء أ، مجلة علمية ونظرية تمت مراجعتها من قبل مجلة الأقران تنشرها IOP Publishing. إنه جزء من سلسلة مجلة الفيزياء ويغطي الفيزياء التي تركز على التقنيات الرياضية والحاسوبية المعقدة. تأسست في عام 1968 من تقسيم العنوان السابق، وقائع الجمعية الفيزيائية
المجلة مقسمة إلى ستة أقسام تغطي: الفيزياء الإحصائية؛ أنظمة فوضوية ومعقدة. فيزياء رياضية ميكانيكا الكم ونظرية المعلومات الكمومية ؛ نظرية المجال الكلاسيكي والكمي. نظرية السوائل والبلازما
رئيس التحرير مارتن آر إيفانز ( جامعة إدنبرة ).

## الفهرسة
المجلة مفهرسة في:
- سكوبس
- انسبيك
- الملخصات الكيميائية
- GeoRef
- INIS Atomindex
- نظام بيانات الفيزياء الفلكية
- باسكال
- إحالة زهورنال
- Zentralblatt MATH
- فهرس الاقتباس العلمي و SciSearch
- المحتويات الحالية / العلوم الفيزيائية والكيميائية والأرضية

## روابط خارجية
- https://archive.org/details/historyofphysics00cajo/page/n6
- الموقع الرسمي